# Список астероїдів (3501—3600)
| Назва                              | Тимчасове позначення | Дата відкриття    | Місце відкриття                         | Відкривач                                                  |
| ---------------------------------- | -------------------- | ----------------- | --------------------------------------- | ---------------------------------------------------------- |
| 3501 Олегія (Olegiya)              | 1971 QU              | 18 серпня 1971    | КрАО                                    | Смирнова Тамара Михайлівна                                 |
| 3502 Хуанпу (Huangpu)              | 1964 TR1             | 9 жовтня 1964     | Обсерваторія Цзицзіньшань               | Обсерваторія Червона Гора                                  |
| 3503 Брандт (Brandt)               | 1981 EF17            | 1 березня 1981    | Обсерваторія Сайдинг-Спрінг             | Ш. Дж. Бас                                                 |
| 3504 Холшевніков (Kholshevnikov)   | 1981 RV3             | 3 вересня 1981    | КрАО                                    | Черних Микола Степанович                                   |
| 3505 Берд (Byrd)                   | 1983 AM              | 9 січня 1983      | Станція Андерсон-Меса                   | Браян Скіфф                                                |
| 3506 Френч (French)                | 1984 CO1             | 6 лютого 1984     | Станція Андерсон-Меса                   | Едвард Бовелл                                              |
| 3507 Вілас (Vilas)                 | 1982 UX              | 21 жовтня 1982    | Станція Андерсон-Меса                   | Едвард Бовелл                                              |
| 3508 Пастернак (Pasternak)         | 1980 DO5             | 21 лютого 1980    | КрАО                                    | Карачкіна Людмила Георгіївна                               |
| 3509 Саншуй (Sanshui)              | 1978 UH2             | 28 жовтня 1978    | Обсерваторія Цзицзіньшань               | Обсерваторія Червона Гора                                  |
| 3510 Відер (Veeder)                | 1982 TP              | 13 жовтня 1982    | Станція Андерсон-Меса                   | Едвард Бовелл                                              |
| 3511 Цвєтаєва (Tsvetaeva)          | 1982 TC2             | 14 жовтня 1982    | КрАО                                    | Журавльова Людмила Василівна, Карачкіна Людмила Георгіївна |
| 3512 Еріепа (Eriepa)               | 1984 AC1             | 8 січня 1984      | Станція Андерсон-Меса                   | Дж. Ваґнер                                                 |
| 3513 Цюйціньюе (Quqinyue)          | 1965 UZ              | 16 жовтня 1965    | Обсерваторія Цзицзіньшань               | Обсерваторія Червона Гора                                  |
| 3514 Гук (Hooke)                   | 1971 UJ              | 26 жовтня 1971    | Гамбурзька обсерваторія                 | Любош Когоутек                                             |
| 3515 Їндра (Jindra)                | 1982 UH2             | 16 жовтня 1982    | Обсерваторія Клеть                      | Зденька Ваврова                                            |
| 3516 Рушева (Rusheva)              | 1982 UH7             | 21 жовтня 1982    | КрАО                                    | Карачкіна Людмила Георгіївна                               |
| 3517 Татьяничева (Tatianicheva)    | 1976 SE1             | 24 вересня 1976   | КрАО                                    | Черних Микола Степанович                                   |
| 3518 Флорена (Florena)             | 1977 QC4             | 18 серпня 1977    | КрАО                                    | Черних Микола Степанович                                   |
| 3519 Амбіорікс (Ambiorix)          | 1984 DO              | 23 лютого 1984    | Обсерваторія Ла-Сілья                   | Анрі Дебеонь                                               |
| 3520 Клопстег (Klopsteg)           | 1952 SG              | 16 вересня 1952   | Обсерваторія Ґете Лінка                 | Університет Індіани                                        |
| 3521 Комрі (Comrie)                | 1982 MH              | 26 червня 1982    | Університетська обсерваторія Маунт-Джон | Алан Ґілмор, Памела Кілмартін                              |
| 3522 Бекер (Becker)                | 1941 SW              | 21 вересня 1941   | Турку                                   | Ірйо Вяйсяля                                               |
| 3523 Аріна (Arina)                 | 1975 TV2             | 3 жовтня 1975     | КрАО                                    | Черних Людмила Іванівна                                    |
| 3524 Шульц (Schulz)                | 1981 EE27            | 2 березня 1981    | Обсерваторія Сайдинг-Спрінг             | Ш. Дж. Бас                                                 |
| 3525 Пауль (Paul)                  | 1983 CX2             | 15 лютого 1983    | Станція Андерсон-Меса                   | Норман Томас                                               |
| 3526 Джефбел (Jeffbell)            | 1984 CN              | 5 лютого 1984     | Станція Андерсон-Меса                   | Едвард Бовелл                                              |
| 3527 Маккорд (McCord)              | 1985 GE1             | 15 квітня 1985    | Станція Андерсон-Меса                   | Едвард Бовелл                                              |
| 3528 Каунселмен (Counselman)       | 1981 EW3             | 2 березня 1981    | Обсерваторія Сайдинг-Спрінг             | Ш. Дж. Бас                                                 |
| 3529 Довлінґ (Dowling)             | 1981 EQ19            | 2 березня 1981    | Обсерваторія Сайдинг-Спрінг             | Ш. Дж. Бас                                                 |
| 3530 Гаммель (Hammel)              | 1981 EC20            | 2 березня 1981    | Обсерваторія Сайдинг-Спрінг             | Ш. Дж. Бас                                                 |
| 3531 Круїкшенк (Cruikshank)        | 1981 FB              | 30 березня 1981   | Станція Андерсон-Меса                   | Едвард Бовелл                                              |
| 3532 Трейсі (Tracie)               | 1983 AS2             | 10 січня 1983     | Паломарська обсерваторія                | Кеннет Геркенгофф, Ґреґорі Оджаканґас                      |
| 3533 Тойота (Toyota)               | 1986 UE              | 30 жовтня 1986    | Тойота                                  | Кендзо Судзукі, Такеші Урата                               |
| 3534 Сакс (Sax)                    | 1936 XA              | 15 грудня 1936    | Королівська обсерваторія Бельгії        | Ежен Жозеф Дельпорт                                        |
| 3535 Дітте (Ditte)                 | 1979 SN11            | 24 вересня 1979   | КрАО                                    | Черних Микола Степанович                                   |
| 3536 Шляйхер (Schleicher)          | 1981 EV20            | 2 березня 1981    | Обсерваторія Сайдинг-Спрінг             | Ш. Дж. Бас                                                 |
| 3537 Юрґен (Jurgen)                | 1982 VT              | 15 листопада 1982 | Станція Андерсон-Меса                   | Едвард Бовелл                                              |
| 3538 Нельсонія (Nelsonia)          | 6548 P-L             | 24 вересня 1960   | Паломарська обсерваторія                | К. Й. ван Гаутен, І. ван Гаутен-Ґроневельд, Т. Герельс     |
| 3539 Веймар (Weimar)               | 1967 GF1             | 11 квітня 1967    | Обсерваторія Карла Шварцшильда          | Ф. Бернґен                                                 |
| 3540 Protesilaos                   | 1973 UF5             | 27 жовтня 1973    | Обсерваторія Карла Шварцшильда          | Ф. Бернґен                                                 |
| 3541 Ґрем (Graham)                 | 1984 ML              | 18 червня 1984    | Пертська обсерваторія                   | Пертська обсерваторія                                      |
| 3542 Таньцзячжень (Tanjiazhen)     | 1964 TN2             | 9 жовтня 1964     | Обсерваторія Цзицзіньшань               | Обсерваторія Червона Гора                                  |
| 3543 Нінбо (Ningbo)                | 1964 VA3             | 11 листопада 1964 | Обсерваторія Цзицзіньшань               | Обсерваторія Червона Гора                                  |
| 3544 Бородіно (Borodino)           | 1977 RD4             | 7 вересня 1977    | КрАО                                    | Черних Микола Степанович                                   |
| 3545 Ґеффі (Gaffey)                | 1981 WK2             | 20 листопада 1981 | Станція Андерсон-Меса                   | Едвард Бовелл                                              |
| 3546 Атанасов (Atanasoff)          | 1983 SC              | 28 вересня 1983   | Смолян                                  | Болгарська Національна обсерваторія                        |
| 3547 Сєров (Serov)                 | 1978 TM6             | 2 жовтня 1978     | КрАО                                    | Журавльова Людмила Василівна                               |
| 3548 Eurybates                     | 1973 SO              | 19 вересня 1973   | Паломарська обсерваторія                | К. Й. ван Гаутен, І. ван Гаутен-Ґроневельд, Т. Герельс     |
| 3549 Гапке (Hapke)                 | 1981 YH              | 30 грудня 1981    | Станція Андерсон-Меса                   | Едвард Бовелл                                              |
| 3550 Лінк (Link)                   | 1981 YS              | 20 грудня 1981    | Обсерваторія Клеть                      | Антонін Мркос                                              |
| 3551 Веренія (Verenia)             | 1983 RD              | 12 вересня 1983   | Паломарська обсерваторія                | Рой Данбер                                                 |
| 3552 Дон Кіхот (Don Quixote)       | 1983 SA              | 26 вересня 1983   | Ціммервальдська обсерваторія            | Пауль Вільд                                                |
| 3553 Mera                          | 1985 JA              | 14 травня 1985    | Паломарська обсерваторія                | Керолін Шумейкер                                           |
| 3554 Amun                          | 1986 EB              | 4 березня 1986    | Паломарська обсерваторія                | Керолін Шумейкер, Юджин Шумейкер                           |
| 3555 Міясака (Miyasaka)            | 1931 TC1             | 6 жовтня 1931     | Обсерваторія Гейдельберг-Кеніґштуль     | К. В. Райнмут                                              |
| 3556 Лісяохуа (Lixiaohua)          | 1964 UO              | 30 жовтня 1964    | Обсерваторія Цзицзіньшань               | Обсерваторія Червона Гора                                  |
| 3557 Сокольський (Sokolsky)        | 1977 QE1             | 19 серпня 1977    | КрАО                                    | Черних Микола Степанович                                   |
| 3558 Шишкін (Shishkin)             | 1978 SQ2             | 26 вересня 1978   | КрАО                                    | Журавльова Людмила Василівна                               |
| 3559 Віоламаєр (Violaumayer)       | 1980 PH              | 8 серпня 1980     | Станція Андерсон-Меса                   | Едвард Бовелл                                              |
| 3560 Ченкян (Chenqian)             | 1980 RZ2             | 3 вересня 1980    | Обсерваторія Цзицзіньшань               | Обсерваторія Червона Гора                                  |
| 3561 Девайн (Devine)               | 1983 HO              | 18 квітня 1983    | Станція Андерсон-Меса                   | Норман Томас                                               |
| 3562 Ігнатіус (Ignatius)           | 1984 AZ              | 8 січня 1984      | Станція Андерсон-Меса                   | Дж. Ваґнер                                                 |
| 3563 Кентербері (Canterbury)       | 1985 FE              | 23 березня 1985   | Університетська обсерваторія Маунт-Джон | Алан Ґілмор, Памела Кілмартін                              |
| 3564 Talthybius                    | 1985 TC1             | 15 жовтня 1985    | Станція Андерсон-Меса                   | Едвард Бовелл                                              |
| 3565 Одзіма (Ojima)                | 1986 YD              | 22 грудня 1986    | Обсерваторія Одзіма                     | Тсунео Ніїдзіма, Такеші Урата                              |
| 3566 Левітан (Levitan)             | 1979 YA9             | 24 грудня 1979    | КрАО                                    | Журавльова Людмила Василівна                               |
| 3567 Альвема (Alvema)              | 1930 VD              | 15 листопада 1930 | Королівська обсерваторія Бельгії        | Ежен Жозеф Дельпорт                                        |
| 3568 ASCII                         | 1936 UB              | 17 жовтня 1936    | Обсерваторія Ніцци                      | Марґеріт Ложьє                                             |
| 3569 Кумон (Kumon)                 | 1938 DN1             | 20 лютого 1938    | Обсерваторія Гейдельберг-Кеніґштуль     | К. В. Райнмут                                              |
| 3570 Уєесунь (Wuyeesun)            | 1979 XO              | 14 грудня 1979    | Обсерваторія Цзицзіньшань               | Обсерваторія Червона Гора                                  |
| 3571 Міланштефанік (Milanstefanik) | 1982 EJ              | 15 березня 1982   | Обсерваторія Клеть                      | Антонін Мркос                                              |
| 3572 Леоголдберг (Leogoldberg)     | 1954 UJ2             | 28 жовтня 1954    | Обсерваторія Ґете Лінка                 | Університет Індіани                                        |
| 3573 Гольмберґ (Holmberg)          | 1982 QO1             | 16 серпня 1982    | Обсерваторія Ла-Сілья                   | Клаес-Інґвар Лаґерквіст                                    |
| 3574 Рудо (Rudaux)                 | 1982 TQ              | 13 жовтня 1982    | Станція Андерсон-Меса                   | Едвард Бовелл                                              |
| 3575 Анюта (Anyuta)                | 1984 DU2             | 26 лютого 1984    | КрАО                                    | Черних Микола Степанович                                   |
| 3576 Ґаліна (Galina)               | 1984 DB3             | 26 лютого 1984    | КрАО                                    | Черних Микола Степанович                                   |
| 3577 Путілін (Putilin)             | 1969 TK              | 7 жовтня 1969     | КрАО                                    | Черних Людмила Іванівна                                    |
| 3578 Карестія (Carestia)           | 1977 CC              | 11 лютого 1977    | Астрономічний комплекс Ель-Леонсіто     | Обсерваторія Фелікса Аґілара                               |
| 3579 Рокгольт (Rockholt)           | 1977 YA              | 18 грудня 1977    | Обсерваторія Піскештето                 | Міклош Ловас                                               |
| 3580 Ейвері (Avery)                | 1983 CS2             | 15 лютого 1983    | Станція Андерсон-Меса                   | Норман Томас                                               |
| 3581 Alvarez                       | 1985 HC              | 23 квітня 1985    | Паломарська обсерваторія                | Керолін Шумейкер                                           |
| 3582 Сірано (Cyrano)               | 1986 TT5             | 2 жовтня 1986     | Ціммервальдська обсерваторія            | Пауль Вільд                                                |
| 3583 Бурдетт (Burdett)             | 1929 TQ              | 5 жовтня 1929     | Ловеллівська обсерваторія               | Клайд Томбо                                                |
| 3584 Аїша (Aisha)                  | 1981 TW              | 5 жовтня 1981     | Станція Андерсон-Меса                   | Норман Томас                                               |
| 3585 Ґосіракава (Goshirakawa)      | 1987 BE              | 28 січня 1987     | Обсерваторія Одзіма                     | Тсунео Ніїдзіма, Такеші Урата                              |
| 3586 Васнєцов (Vasnetsov)          | 1978 SW6             | 26 вересня 1978   | КрАО                                    | Журавльова Людмила Василівна                               |
| 3587 Декарт (Descartes)            | 1981 RK5             | 8 вересня 1981    | КрАО                                    | Журавльова Людмила Василівна                               |
| 3588 Кірік (Kirik)                 | 1981 TH4             | 8 жовтня 1981     | КрАО                                    | Черних Людмила Іванівна                                    |
| 3589 Лойола (Loyola)               | 1984 AB1             | 8 січня 1984      | Станція Андерсон-Меса                   | Дж. Ваґнер                                                 |
| 3590 Холст (Holst)                 | 1984 CQ              | 5 лютого 1984     | Станція Андерсон-Меса                   | Едвард Бовелл                                              |
| 3591 Владімірський (Vladimirskij)  | 1978 QJ2             | 31 серпня 1978    | КрАО                                    | Черних Микола Степанович                                   |
| 3592 Недбал (Nedbal)               | 1980 CT              | 15 лютого 1980    | Обсерваторія Клеть                      | Зденька Ваврова                                            |
| 3593 Осип (Osip)                   | 1981 EB20            | 2 березня 1981    | Обсерваторія Сайдинг-Спрінг             | Ш. Дж. Бас                                                 |
| 3594 Скотті (Scotti)               | 1983 CN              | 11 лютого 1983    | Станція Андерсон-Меса                   | Едвард Бовелл                                              |
| 3595 Ґаллахер (Gallagher)          | 1985 TF1             | 15 жовтня 1985    | Станція Андерсон-Меса                   | Едвард Бовелл                                              |
| 3596 Meriones                      | 1985 VO              | 14 листопада 1985 | Обсерваторія Брорфельде                 | Поуль Єнсен, Карл Авґустесен                               |
| 3597 Каккурі (Kakkuri)             | 1941 UL              | 15 жовтня 1941    | Турку                                   | Люсі Отерма                                                |
| 3598 Сосьє (Saucier)               | 1977 KK1             | 18 травня 1977    | Паломарська обсерваторія                | Гавел Бас                                                  |
| 3599 Басов (Basov)                 | 1978 PB3             | 8 серпня 1978     | КрАО                                    | Черних Микола Степанович                                   |
| 3600 Архімед (Archimedes)          | 1978 SL7             | 26 вересня 1978   | КрАО                                    | Журавльова Людмила Василівна                               |

| Астероїди 1—10000 → |           |           |           |           |           |           |           |           |            |
| 1—100               | 1001—1100 | 2001—2100 | 3001—3100 | 4001—4100 | 5001—5100 | 6001—6100 | 7001—7100 | 8001—8100 | 9001—9100  |
| 101—200             | 1101—1200 | 2101—2200 | 3101—3200 | 4101—4200 | 5101—5200 | 6101—6200 | 7101—7200 | 8101—8200 | 9101—9200  |
| 201—300             | 1201—1300 | 2201—2300 | 3201—3300 | 4201—4300 | 5201—5300 | 6201—6300 | 7201—7300 | 8201—8300 | 9201—9300  |
| 301—400             | 1301—1400 | 2301—2400 | 3301—3400 | 4301—4400 | 5301—5400 | 6301—6400 | 7301—7400 | 8301—8400 | 9301—9400  |
| 401—500             | 1401—1500 | 2401—2500 | 3401—3500 | 4401—4500 | 5401—5500 | 6401—6500 | 7401—7500 | 8401—8500 | 9401—9500  |
| 501—600             | 1501—1600 | 2501—2600 | 3501—3600 | 4501—4600 | 5501—5600 | 6501—6600 | 7501—7600 | 8501—8600 | 9501—9600  |
| 601—700             | 1601—1700 | 2601—2700 | 3601—3700 | 4601—4700 | 5601—5700 | 6601—6700 | 7601—7700 | 8601—8700 | 9601—9700  |
| 701—800             | 1701—1800 | 2701—2800 | 3701—3800 | 4701—4800 | 5701—5800 | 6701—6800 | 7701—7800 | 8701—8800 | 9701—9800  |
| 801—900             | 1801—1900 | 2801—2900 | 3801—3900 | 4801—4900 | 5801—5900 | 6801—6900 | 7801—7900 | 8801—8900 | 9801—9900  |
| 901—1000            | 1901—2000 | 2901—3000 | 3901—4000 | 4901—5000 | 5901—6000 | 6901—7000 | 7901—8000 | 8901—9000 | 9901—10000 |